# Kokotek
Kokotek (niem. Kokottek) – trzecia co do wielkości (po Śródmieściu i Steblowie) dzielnica Lublińca. Sam Kokotek jest małą śródleśną osadą, położoną ok. 8 km na południe od centrum Lublińca, za lasem. Wraz z Pustą Kuźnicą stanowi mały zespół osadniczy. Położony blisko międzywojennej granicy Polski z Niemcami.
Kokotek jest obok Śródmieścia dzielnicą stanowiącą bazę turystyczną i hotelową miasta. Przez Kokotek przechodzi DK 11 oraz linia kolejowa Lubliniec Główny – Gliwice, linia ta jest obecnie magistralą węglową, ruch pasażerski został na niej wstrzymany w latach 70., przystanek Lubliniec Kokotek został zlikwidowany, dwie nastawnie są zdewastowane, a peron i bocznice rozebrane. W grudniu 2009 r. ruch pasażerski na linii Lubliniec – Gliwice został wznowiony, jednak kursują po niej tylko pociągi dalekobieżne TLK, które pomiędzy Lublińcem i Gliwicami nie zatrzymują się na żadnej stacji.
Na Kokotku znajduje się jedna ze stacji uzdatniania wody dla miasta, wyciąg narciarski 'Górki' oraz kościół pw. NMP Królowej, w którym co roku na Boże Narodzenie znajduje się ruchoma szopka.
Od końca XVIII w. Kokotek jako gmina posiadał pieczęć gminną, na której wizerunku przedstawiono koguta zwróconego w prawo. W 1922 r. wizerunek ten został przeniesiony na kolejną pieczęć gminną. 
Podczas plebiscytu górnośląskiego za przyłączeniem do Polski głosowało 93 mieszkańców, natomiast za pozostaniem w granicach Niemiec jedynie 31 osób. W okresie międzywojennym w miejscowości stacjonowała placówka Straży Granicznej I linii „Kokotek”.
W 1967 z inicjatywy dh. hm. Mariana Ożarowskiego w Kokotku wybudowano ośrodek harcerski prowadzący działalność do dzisiaj jako Ośrodek Szkoleniowo-Wypoczynkowy "Kokotek").
Herb Kokotka przedstawia w srebrnym polu odwróconego w prawo czerwonego koguta ("kokotka") z czerwonym grzebieniem, brązowymi nogami i zielonym ogonem, w centralnej części.